# 方广寺 (周宁县)
方广寺，是位于中国福建省宁德市周宁县咸村镇洋中村的一个清代古建筑，1983年入选周宁县首批文物保护单位。
方广寺始建于元朝惠宗至元五年（1339年），清朝嘉庆十四年（1809年）重建，天王殿又在1959年重建。建筑占地2600平方米，坐北朝南，有山门、天王殿、大雄寶殿、法堂、斋堂、僧舍和客房等结构，天王殿为穿斗式木构架庑殿顶，大雄宝殿则为硬山顶。1934年—1936年间，中国共产党的武装部队闽东独立师常在此活动，故中华人民共和国时期周宁县人民政府将其列为革命旧址加以保护。